# Barrosa
Barrosa é uma povoação portuguesa sede da Freguesia de Barrosa do Município de Benavente, freguesia com 7,18 km² de área e 638 habitantes (censo de 2021), tendo, assim, uma densidade populacional de 88,9 hab./km².
Barrosa é um meio predominantemente rural onde marca presença o pequeno comércio.
A freguesia foi criada pela Lei n.º 61/88, de 23 de maio com lugares desanexados da Freguesia de Benavente.

## Demografia
A população registada nos censos foi:
| Distribuição da População por Grupos Etários | Distribuição da População por Grupos Etários | Distribuição da População por Grupos Etários | Distribuição da População por Grupos Etários | Distribuição da População por Grupos Etários |
| -------------------------------------------- | -------------------------------------------- | -------------------------------------------- | -------------------------------------------- | -------------------------------------------- |
| Ano                                          | 0-14 Anos                                    | 15-24 Anos                                   | 25-64 Anos                                   | > 65 Anos                                    |
| 2001                                         | 112                                          | 87                                           | 389                                          | 151                                          |
| 2011                                         | 99                                           | 73                                           | 391                                          | 162                                          |
| 2021                                         | 71                                           | 56                                           | 352                                          | 159                                          |

## História
A freguesia da Barrosa resulta do antigo núcleo rural de São Brás, localizado mais próximo do Rio Sorraia e distando desta, cerca de 3 km. São Brás da Barrosa ostenta ainda uma modesta capela datada, provavelmente do século XV, e onde se realiza anualmente a tradicional Festa de São Brás na Quinta-feira da Ascensão. O lugar de São Brás foi sede da antiga freguesia rural de São Brás da Barrosa. Em 1988, depois de muitos anos de luta e determinação, a população da Barrosa viu finalmente a sua terra ser elevada a Freguesia do Concelho de Benavente. A Barrosa afirma-se hoje como uma aldeia de carácter marcadamente rural, evidenciando um casario regular.

## Geografia
Situa-se na margem esquerda do rio Sorraia, 5 km a este de Benavente. Tem 7,31 km² de área e 725 habitantes, de acordo com o censo de 2011. Em 2001 habitavam na freguesia da Barrosa 739 habitantes.

## Património
- Igreja da Barrosa
- Igreja de São Brás
- Escola Primária da Barrosa
- Zona Protegida (Reserva Agrícola e Ecológica)

## Infraestruturas Desportivas e de Lazer
- Pavilhão Gimnodesportivo da Barrosa
- Campo de Futebol com Relvado Sintético
- Ringue desportivo
- Jardim
- Parques infantis
- Parque de Lazer do Vale da Asseiceira

## Colectividades
- A.L.T.B. - Associação Livre dos Trabalhadores da Barrosa
- S.C.B. - Sport Clube Barrosense